# Lasiolaena
Lasiolaena là một chi thực vật có hoa trong họ Cúc (Asteraceae).

## Loài
Chi Lasiolaena gồm các loài: